# Конвой № 3225
Конвой № 3225 — японський конвой часів Другої світової війни, проведення якого відбувалось у грудні 1943-го — січні 1944 року.
Пунктом призначення конвою був атол Трук (Чуук) у центральній частині Каролінських островів, де ще до війни створили потужну базу японського ВМФ, з якої до лютого 1944 року провадились операції у цілому ряді архіпелагів. Вихідним пунктом став розташований у Токійській затоці порт Йокосука (саме звідси традиційно вирушала більшість конвоїв на Трук).
До складу конвою увійшли транспорти «Кацурагісан-Мару» та «Мацутан-Мару», тоді як охорону забезпечував кайбокан (фрегат) «Хірадо».
Загін вийшов із порту 26 грудня 1943 року. Його маршрут пролягав через кілька традиційних районів дій американських підводних човнів, які зазвичай діяли поблизу східного узбережжя Японського архіпелагу, біля островів Оґасавара, Маріанських островів і на підходах до Труку. Утім, конвой № 3225 уникнув зустрічі із субмаринами і в перші години 7 січня 1944 року підійшов до Труку. Тут при проході до лагуни атола через північно-східний прохід «Кацурагісан-Мару» наскочив на виставлене самими японцями мінне загородження, підірвався та затонув, загинуло 5 членів екіпажу.